# New York Herald Tribune
El New York Herald Tribune fue un diario estadounidense creado en 1924, cuando el New York Tribune adquirió el New York Herald. Era un diario neoyorquino de ideología republicana, y fue la voz de los republicanos moderados «internacionalistas», en contraposición a la ideología «aislacionista» representada por el Chicago Tribune y por el New York Journal-American de William Randolph Hearst. Con una gran masa social de lectores, el Herald Tribune fue un periódico respetado e influyente, rivalizando a menudo con The New York Times en la calidad de sus informaciones. Contó con respetados escritores como Dorothy Thompson, Red Smith, Richard Watts, Jr. y Walter Kerr, y (tras su fusión con otros dos diarios) cesó su actividad en 1967.

## Historia

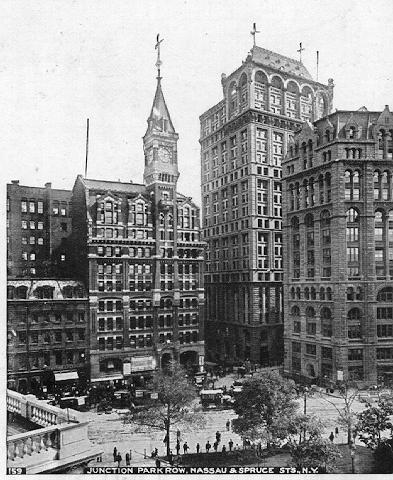
Edificio del New York Tribune en 1875, antes de la absorción que dio lugar al New York Herald Tribune.

### Fusión
A comienzos de los años 20, ni el New York Herald ni el New York Tribune se encontraban en buen momento de ventas, pero el Herald, con una mayor circulación, se encontraba en mejor situación que el Tribune. Todo hacía presagiar una fusión, con la creencia generalizada de que el mayor absorbería al menor. Por lo tanto fue una sorpresa cuando el dueño del Tribune, Ogden Mills Reid, anunció la compra de su competidor en 1924. La noticia fue anunciada en su periódico con un «Jonás se comió a la ballena».

### Actividad
El recién fusionado diario no era rentable, y la familia Reid tuvo que subsidiarlo en sus primeros años de existencia. Sin embargo, el Herald Tribune comenzó a ganarse rápidamente una reputación de «periódico de periodistas», con un formato muy literario impulsado por el editor Stanley Walker. Después de perder 650.000 $ en 1932, el Herald Tribune logró un ligero beneficio el año siguiente, y seguiría siendo rentable las siguientes dos décadas.
Tras la muerte del propietario Ogden Mills Reid en 1947, el Herald Tribune, a pesar de contar con reputados escritores y columnistas, entró en un declive bajo el mandato de su viuda y sus hijos. En 1958, estos vendieron su participación a John Hay Whitney. Con Whitney, el diario recuperó parte de su esplendor, al decidir que, puesto que no podían competir con The New York Times en volumen de las noticias, sí podían ser más rápidos, entretenidos y divertidos. En este período, el Herald Tribune fue radicalmente rediseñado por el editor jefe John Denson y el editor ejecutivo Freeman Fulbright, y contó con la colaboración de nuevos escritores. Pero el problema seguían siendo las dificultades económicas, y una serie de huelgas a lo largo los años 1960 perjudicó seriamente su balance. 

### Desaparición
En 1966 Whitney intentó organizar lo que habría sido el primer acuerdo de explotación conjunta en Nueva York, fusionándose con el New York Journal American y el New York World-Telegram and Sun. Según el proyecto de acuerdo, el Herald Tribune sería la publicación de la mañana, y un fusionado Journal American - World-Telegram sería el diario de la tarde. El pacto iba a llevarse a efecto el 1 de mayo de 1966, pero los sindicatos organizaron inmediatamente una huelga que, tras tres meses de duración, forzó un compromiso de fusión a tres bandas.
El resultado fue el efímero diario de tarde New York World Journal Tribune. Las primeras semanas de ediciones fueron más en la línea de los dos nuevos socios del Herald, pero después de un tiempo, el «widget» (como fue apodado el nuevo periódico) asumió la apariencia y el estilo de la última época del Herald Tribune. Pero el diario no tuvo éxito, y realizó su última edición el 5 de mayo de 1967. 
La edición europea del Herald Tribune, el International Herald Tribune, fue coadquirido por The New York Times y The Washington Post, que continuaron con su edición.